# Gladwin (Michigan)
Gladwin – miasto w Stanach Zjednoczonych, w stanie Michigan, na Półwyspie Dolnym, w regionie  Środkowym (Central/Mid-Michigan), administracyjna siedziba władz hrabstwa Gladwin.
W 2010 r. miasto zamieszkiwało 2933 osób, a w przeciągu dziesięciu lat liczba ludności zmniejszyła się o 2,7%. Przez Gladwin przepływa Cedar River dopływ Saignaw River po których organizuje się popularne spływy kajakowe. Miasto leży około 50 km na zachód od Saignaw Bay, zatoki jeziora Huron.